# A panamai szabó (film)
A panamai szabó (eredeti cím: The Tailor of Panama) John Boorman 2001-ben bemutatott kémtörténeti vígjátéka. A forgatókönyvet John le Carré azonos című regénye alapján Andrew Davies és John Boorman írta. Főszerepben Pierce Brosnan és Geoffrey Rush. A magyarországi bemutató 2001. november 1-én volt.

## Szereplők
| Szereplő                      | Színész             | Magyar hang      |
| ----------------------------- | ------------------- | ---------------- |
| Andy Osnard                   | Pierce Brosnan      | Kautzky Armand   |
| Harold "Harry" Pendel         | Geoffrey Rush       | Csankó Zoltán    |
| Louisa Pendel                 | Jamie Lee Curtis    | Kiss Mari        |
| Marta                         | Leonor Varela       | Hámori Gabriella |
| Michelangelo 'Mickie' Abraxas | Brendan Gleeson     | Besenczi Árpád   |
| Benny nagybácsi               | Harold Pinter       | Kristóf Tibor    |
| Francesca Deane               | Catherine McCormack | Fullajtár Andrea |
| Mark Pendel                   | Daniel Radcliffe    | Gacsal Ádám      |
| Luxmore                       | David Hayman        | Fazekas István   |
| Rafi Domingo                  | Mark Margolis       | Várkonyi András  |
| Maltby                        | John Fortune        | Cs. Németh Lajos |
| Ramon Rudd                    | Jon Polito          | Kránitz Lajos    |
| Dusenbaker tábornok           | Dylan Baker         | Breyer Zoltán    |
| Cavendish                     | Jonathan Hyde       |                  |

## Magyarul
- A panamai szabó; ford. Sóvágó Katalin; Aquila, Debrecen, 1998 (Kondor könyvek)
- A panamai szabó; ford. Falvay Dóra; Agave, Bp., 2014